# John Heinz
John Heinz, né le 23 octobre 1938 et mort le 4 avril 1991, est un homme politique américain, membre du Parti républicain et sénateur des États-Unis pour la Pennsylvanie.

## Biographie
Il était le fils de Jack Heinz (en) et le petit-fils de Henry John Heinz, le fondateur du groupe agroalimentaire Heinz.
À la mort de Robert Corbett en 1971, Heinz remporte la primaire républicaine et l'élection générale pour entre à la chambre des représentants des États-Unis. Il est réélu en 1971 et en 1974.
À la suite de la retraite de Hugh Scott (en), Heinz choisit de faire campagne pour le poste de sénateur de Pennsylvanie. Il remporte l'élection puis est réélu en 1982 et 1988. Il est membre de différentes commissions comme le comité des finances du Sénat des États-Unis ou celui du logement et des affaires urbaines.
Le 4 avril 1991, le sénateur Heinz meurt dans la collision de son avion avec un hélicoptère. Tous les passagers des deux appareils meurent, ainsi que deux enfants d'une école au-dessus de laquelle a lieu la collision. Le président George H. W. Bush et le vice-président Dan Quayle assistent à sa cérémonie d'inhumation au cimetière d'Homewood, à Pittsburgh.